# 齊夫基夫齊
48°54′26″N 27°14′59″E / 48.90722°N 27.24972°E
齊夫基夫齊（烏克蘭語：Цівківці），是烏克蘭西部的村莊，隸屬赫梅利尼茨基州的卡緬涅茨-波多利斯基區。該村始建於1630年，面積1.74平方公里，海拔高度201米，2001年人口387，人口密度每平方公里222.4人。